# Ivresse mentale
 (janvier 2011).
Si vous disposez d'ouvrages ou d'articles de référence ou si vous connaissez des sites web de qualité traitant du thème abordé ici, merci de compléter l'article en donnant les références utiles à sa vérifiabilité et en les liant à la section « Notes et références ».
Ivresse mentale, est un terme non reconnu au niveau scientifique et décrié par de nombreux médecins spécialisés en alcoologie[réf. nécessaire]. En anglais on désigne ce phénomène par l'expression: dry drunk. Il provient du milieu des centres de traitements des toxicomanies aux États-Unis.
Le terme de syndrome d'ivresse mentale est utilisé chez les personnes ayant un problème de dépendance chimique et qui sont en voie de réhabilitation. Il consiste en une substitution de la substance psychotrope par une pensée ou un comportement obsessionnel. La personne se détache ainsi de ses affects par des comportements de recherche de plaisir et de fuite.
Les principales différences entre un comportement d’ivresse mentale et un comportement sain, sont : l’excès, l’impulsivité, la compulsivité, l'humeur changeante, l'obsession, un ennui chronique, une nostalgie récurrente, une pensée rigide, une grandiosité dans les agirs et dans la perception de soi, une forte tendance à la rationalisation de même qu'une tendance à fuir la réalité.
Cette fuite de la réalité peut se refléter dans de nombreux comportements :
- L’excès de travail (les workaholics, les excès de ménage, le dévouement ou le bénévolat excessif)
- La sexualité compulsive (masturbation compulsive, pornographie, don-juanisme)
- La nourriture (crises de boulimie, consommation effrénée de sucreries)
- La spiritualité (éloignement de la réalité à travers l’ésotérisme, les sectes, les phénomènes paranormaux)
- L’argent (jeu compulsif, achats compulsifs)
- L'entraînement sportif ou musculaire excessif
- Idées obsessionnelles

Certains signes physiques peuvent indiquer une ivresse mentale :
- Fatigue anormale
- Insomnie
- Transpiration excessive
- Raideurs musculaires
- Yeux rouges
- Eczéma

L’ivresse mentale indique que la personne n’est pas en mesure de faire face à la réalité de façon saine et constructive. Elle peut être un signe avant-coureur de récidive, de rechute pour une personne aux prises avec des problèmes de toxicomanie.